# PGC 2485974
LEDA/PGC 2485974 ist eine Galaxie im Sternbild Großer Bär am Nordsternhimmel, die schätzungsweise 747 Millionen Lichtjahre von der Milchstraße entfernt ist. 